# Głowa Minotaura
Głowa Minotaura – powieść Marka Krajewskiego, wydana w 2008 roku.
Akcja Głowy Minotaura rozgrywa się w 1937 roku w polskim Lwowie i Katowicach oraz niemieckim Wrocławiu. Jest to szósta część przygód detektywa z Wrocławia Eberharda Mocka, który prowadzi śledztwo wspólnie z polskim komisarzem Policji Edwardem Popielskim.
Oprócz wątków kryminalnych w powieści przedstawiony jest także obraz z życia różnych grup społecznych przedwojennej Polski i hitlerowskich Niemiec. Na łamach książki pojawiają się także autentyczne postacie członków lwowskiej szkoły matematycznej.